# Tikhon (Mollard)
Ticônio (nascido Marc Raymond Mollard; nascido em 15 de julho de 1966, em Boston, Massachusetts) é o atual Primaz da Igreja Ortodoxa na América (OCA), Arcebispo de Washington e Metropolita de Toda a América e Canadá, lugar-tenente da Nova Inglaterra e da Arquidiocese Albanesa.

## Biografia
Sua Beatitude, o Metropolita Tikhon de toda a América e Canadá, nasceu em 1966, o mais velho de três filhos de François e Elizabeth Mollard.
Após breves períodos morando em Connecticut, França e Missouri, ele e sua família se estabeleceram em Reading, PA, onde se formou na Wyomissing High School em 1984. Em 1988, ele recebeu um diploma de bacharel em francês e sociologia pela Franklin and Marshall College, Lancaster, PA, após o qual se mudou para Chicago.
Em 1989, ele foi recebido na Igreja Ortodoxa do Episcopalianismo e, no outono do mesmo ano, ele começou os estudos no Seminário Saint Tikhon, South Canaan, PA. Um ano depois, ele entrou na comunidade monástica no Mosteiro de São Tikhon como um noviço. Ele recebeu o grau de Mestre em Divindade do Seminário de Saint Tikhon em 1993, após o qual foi nomeado Instrutor de Antigo Testamento e, posteriormente, Professor Sênior de Antigo Testamento, ensinando cursos de nível de Mestrado em Profetas e Salmos e Literatura de Sabedoria. Ele também serviu como instrutor no programa de estudos de extensão do seminário, oferecendo cursos sobre a vida dos santos do Antigo Testamento, o uso litúrgico do Antigo Testamento e o Antigo Testamento na literatura patrística.
Ele colaborou com higúmeno Alexander [Golitzin] - agora Bispo de Toledo e da Diocese Búlgara da Igreja Ortodoxa na América - na publicação de “The Living Witness of the Holy Mountain” pela Saint Tikhon's Seminary Press.
Em 1995, ele foi tonsurado para o Esquema Menor com o nome de Tikhon, em homenagem ao Santo Patriarca Tikhon, Iluminador da América do Norte. Mais tarde naquele ano, ele foi ordenado ao Santo Diaconato e ao Santo Sacerdócio no Mosteiro de São Tikhon. Em 1998, foi elevado à categoria de higúmeno e, em 2000, à categoria de Arquimandrita.
Em dezembro de 2002, ele foi nomeado Vice-Abade do Mosteiro de São Tikhon. Depois de sua eleição para o episcopado pelo Santo Sínodo dos Bispos em outubro de 2003, ele foi consagrado em 14 de fevereiro de 2004 na Igreja do Mosteiro de São Tikhon de Zadonsk como o primeiro Bispo de South Canaan, Auxiliar da Diocese da Pensilvânia Oriental. Após sua nomeação como hierarca governante por uma assembleia diocesana e subsequente eleição canônica pelo Santo Sínodo em 27 de maio de 2005, ele foi empossado como Bispo da Filadélfia e do leste da Pensilvânia em 29 de outubro de 2005. De 2005 a 2012, também atuou como Reitor do Seminário de São Tikhon. Ele foi elevado à dignidade de Arcebispo em 9 de maio de 2012.
Em 13 de novembro de 2012, o Arcebispo Tikhon foi eleito Primaz da Igreja Ortodoxa na América no 17º Conselho de Toda a América.
Além de seus deveres primários com a supervisão arquipastoral da Arquidiocese de Washington e das Instituições Stavropegial, ele serviu como lugar-tenente da Diocese do Sul, de março de 2015 a março de 2016.
Em 14 de setembro de 2015, o Metropolita Tikhon foi homenageado pelo Seminário Teológico Ortodoxo St. Vladimir com a concessão do grau de Doutor em Divindade, honoris causa.